# Alan Wilder
Alan Charles Wilder (Anglia, London, Hammersmith, 1959. június 1. –) brit zenész, korábban az angol Depeche Mode new wave-zenekar tagja. Jelenlegi munkája a Recoil még a Depeche Mode idejében indult, 1995-ös kilépését követően pedig fő projektjévé lépett elő.

## Gyermekkor, korai évek
Wilder 1959. június 1-jén született a nyugat-Londoni Hammersmithben, egy háromgyermekes, középosztálybeli család legkisebb gyermekeként. Testvéreihez hasonlóan, szülei bátorítása mellett már korán zongorázni tanult, később fuvolázni is, tagja volt iskolájának rézfúvó együttesének és zenekarának.
Tinédzseréveiben – főleg a zongorázásnak köszönhető – a klasszikus zene iránt való érdeklődés helyét apránként átvette a pop- és rockzene.
16 évesen abbahagyta az iskolát, és megpróbált elhelyezkedni zenei területen. A DJM Studiosnál kapott szalagkezelői munkát, amely a lehető legalsó lépcsőfokot jelentette. A stúdióban végzett munka során több értékes ismeretségre tett szert, és közelebbről megismerkedhetett néhány, korábban csak messziről szemlélt hangszerrel is.
Egy év után elhagyta a stúdiót és Bristolba költözött, ott is, és később Londonba visszatérve is tett néhány kísérletet különféle zenekarokkal, amelyek között volt – főleg éttermekben játszó – blues és "fehér reggae" zenekar is.

## A Depeche Mode-ban
Wilder egy újsághirdetésre jelentkezve került a Depeche Mode meghallgatására, amely Vince Clarke kilépése után keresett negyedik tagot. Az egyik feltételük az volt, hogy az új zenész nem lehet több 21 évesnél, így Wildernek le kellett tagadnia a korából egy évet.
Végül, elsősorban magas szintű zenei képzettségének köszönhetően, rá esett a választás. Főleg emiatt ő maga a zenekar által játszott dalokat túl egyszerűnek tartotta, nehezen barátkozott meg azzal, hogy a dalok zöme monofonikus, „egy ujjal játszható”. Az együttesbe való bekerülését követően részmunkaidőben foglalkoztatták, fellépéseken, stúdiómunkát nem végzett. 1982 októberében jelentették be, hogy ezentúl ő is az együttes állandó tagja. Az 1982. októberi Depeche Mode hírlevél így írt: „Mostantól Alan Wilder az együttes állandó tagja. Alan idén csatlakozott billentyűs-vokalistaként, amikor Vincent Clarke kilépett és megalapította a Yazoo-t. (…) Mostantól Dave, Martin és Andy mellett ő is részt vesz a stúdiómunkában.”
Ezt követően Wilder egyre fontosabb tagjává vált az együttesnek. Kulcsszerepet játszott a hangzás kialakításában és az együttes mindennapi életében 14 évig, amikor bejelentette az együttestől való távozását. A döntés okaként főleg a rossz munkamorált, a feladatok megosztása közötti egyenlőtlenséget és feszültséget, valamint a bandatagok közötti elmérgesedett viszonyokat jelölte meg. A szakítás lényegét abban is megtalálni vélte, hogy közte és Martin között nem fejlődött ki normális munkakapcsolat. 

## Önállóan
Wilder többször nyilatkozott úgy, hogy zeneileg nem minden esetben elégítik ki a Depeche Mode dalai. Ennek ellenpontozásaként már kilépése előtt létrehozta a Recoil projektet, amellyel 1995-ös kilépéséig a zenekarbeli feladataival párhuzamosan foglalkozott, utána pedig szólóban folytatta építését.
Emellett felajánlották neki, hogy csatlakozzon a The Cure együtteshez, ő azonban nem fogadta el azt.